# خرمن‌لار
خرمن‌لار (ترکی آذربایجانی: Xırmanlar) یک منطقهٔ مسکونی در جمهوری آرتساخ است که در استان کاشاتاق واقع شده‌است.